# El extraño del pelo largo (película)
El extraño del pelo largo es una película argentina musical de 1970 escrita y dirigida por Julio Porter, basada en la canción homónima del grupo argentino La Joven Guardia, que en 1968 llevó a la banda hacia el éxito. Fue protagonizada por Litto Nebbia, quien era el cantante de Los Gatos, otra banda pionera del beat rock en español en la Argentina.

## Reparto
- Litto Nebbia -Félix-
- Miguel Bermúdez -Benigno alias "Beni", Promotor de la música Beat
- Liliana Caldini -Mónica-
- Eduardo Bergara Leumann
- Diana Maggi -Yolanda-
- Nacha Guevara
- José Luis Mazza
- Emilio Vidal
- Mónica Lander
- Owe Monk
- Celia Cadaval
- Ricardo Castro Ríos
- Raúl Tórtora
- Raúl Cobián
- Horacio Heredia
- Leonor Fernández
- Lalo Malcolm
- Golden Boys (grupo musical)
- Rómulo y Remo
- La Joven Guardia
- Conexión Nº 5
- Trocha Angosta
- Pintura Fresca
- Mónica Cramer
- Reynaldo Mompel
- Mirta Busnelli (como extra)
- Carlos Lagrotta